# Hara hachi bu
Hara hachi bu is een begrip uit het confucianisme dat leert dat je nooit meer dan 80% vol zou moeten eten. Het Japanse Hara hachi bu kan het best vertaald worden als: "eet totdat je 8 parten (van 10) vol bent, of buik 80% vol.

## Okinawa
De mensen van de Japanse eilandengroep Okinawa zijn de enige bevolkingsgroep in de 21e eeuw die een zelf opgelegd calorierestrictie dieet volgen. Ze consumeren ongeveer 1800 tot 1900 calorieën per dag. De officieel aanbevolen hoeveelheid in Europa is 2000 calorieën per dag voor vrouwen en 2500 voor mannen. Het gemiddelde BMI ligt tussen de 18 en 22, in vergelijking met 26 à 27 voor 60-jarige volwassenen in de Verenigde Staten. Okinawa heeft het hoogste percentage honderd plussers ter wereld (50 per 100.000).